# Gianpaolo Fontana
Gianpaolo Fontana (Sant'Ilario d'Enza, 21 dicembre 1941) è un ex calciatore italiano, di ruolo difensore.

## Carriera
Dopo il debutto tra i dilettanti con il Soragna, si trasferisce al Parma con cui disputa quattro campionati di Serie B per un totale di 61 presenze, prima della retrocessione in Serie C avvenuta nel 1965.
Termina la sua carriera nel San Secondo in serie D della stagione 1970-1971.